# Mesoleius mica
Mesoleius mica là một loài tò vò trong họ Ichneumonidae.